# Aconophora elongatoides
Aconophora elongatoides är en insektsart som beskrevs av Dietrich. Aconophora elongatoides ingår i släktet Aconophora och familjen hornstritar. Inga underarter finns listade i Catalogue of Life.